# Iman Vellani
Iman Vellani (* 12. August 2002 in Karatschi, Pakistan) ist eine pakistanisch-kanadische Schauspielerin. Mit ihrer ersten Schauspielrolle der pakistanisch-stämmigen Superheldin Kamala Khan alias Ms. Marvel wurde 2022 auf Anhieb ein internationales Publikum auf sie aufmerksam.

## Leben und Karriere
Iman Vellani wurde in Karatschi als Tochter muslimischer Pakistaner geboren. Ihr Vater ist Buchhalter, die Mutter Krankenschwester. Ihr Bruder ist im Ingenieurwesen tätig. Bereits als sie ein Jahr alt war, zogen ihre Eltern mit ihr nach Kanada und ließen sich in der Stadt Markham, in Ontario, nieder. In Markham besuchte sie die Unionville High School. Sie entwickelte während ihrer Schulzeit ein Interesse für das Inszenieren von Schauspielprojekten. So entwickelte sie eigene Kurzfilme, wenn die Schule sie langweilte. Später trat sie in Theateraufführungen der Schule auf. Ursprünglich verfolgte sie nach dem Schulabschluss den Wunsch, Integrierte Medien an der OCAD University zu studieren. Vellani selbst ist Fan des Marvel Cinematic Universe und wendete sich immer wieder mit Ideen und Vorschlägen an den Produzenten Kevin Feige. 2014 wurde die Comicreihe zur Figur Ms. Marvel erstmals veröffentlicht. Vellani wurde bald darauf ein Fan der Figur. 2019 war sie während des Toronto International Film Festival Teil des TIFF Next Wave Committee, das sich für die Stärkung unterrepräsentierter Gruppen im Filmgeschäft starkmacht.
Im September 2020 wurde bekannt, dass sie für die Titelrolle der Serie Ms. Marvel besetzt wurde. Sie selbst erfuhr es an ihrem letzten Tag auf der High School. Die Besetzung war vor allem von Vellanis Fanherz für die Marvel-Comicfiguren und des Marvel Cinematic Universe sowie ihrem Enthusiasmus beeindruckt. Durch die Auseinandersetzung mit der Figur und den an der Produktion beteiligten Personen, die zu einem Großteil indischer und pakistanischer Herkunft sind, entwickelte sie ein Gefühl des Stolzes für ihre pakistanische Herkunft. Die Serie feierte im Juni 2022 beim Streamingdienst Disney+ ihre Premiere. Kritiker lobten nach Ausstrahlung der ersten Folge Produktion und Vellani selbst.
Im November 2023 erfolgte die Veröffentlichung des Films The Marvels. Auch darin tritt Vellani als Kamala Khan auf.

## Filmografie (Auswahl)
- 2022: Ms. Marvel (Fernsehserie)
- 2023: The Marvels